# قوم‌نگاری
قوم‌نگاری یا اِتنوگرافی (به انگلیسی: Ethnography) به مطالعه نظام‌مند مردم و فرهنگ‌ها گفته می‌شود. طراحی آن به صورتی است که پژوهشگر در آن پدیده فرهنگی را در جامعه از زاویه دید موضوع مطالعه بررسی می‌کند. قوم‌نگاری ابزاری است که فرهنگ یک گروه را به صورت مکتوب و مصور بازنمایی می‌کند؛ بنابراین بسته به اینکه به عنوان یک مورد قابل شمارش یا اسم از آن یاد شود این عبارت معنای متفاوتی خواهد یافت. نتیجه یک مطالعه میدانی یا گزارش یک مورد نمایانگر دانش و نظام معنایی در زندگی یک گروه فرهنگی است.
قوم‌نگاری یکی از مهم‌ترین روش‌های پژوهش در مطالعات مردم‌شناسی است. در اواخر قرن ۱۸ به منظور شناخت شیوه زندگی مردم قاره‌های دیگر به وسیله اروپائیان به کار برده شد و در قرن ۱۹ رونق گرفت. بر مشاهده همراه با مشارکت در زندگی جامعه مورد مطالعه، مصاحبه و توصیف مبتنی است و با روش‌های کمی، پرسشنامه‌ای و مبتنی بر آمار در سایر علوم انسانی تفاوت دارد. در پژوهش مردم نگاری، زمینه پژوهش و گروه انسانی باید محدود و کوچک باشد تا تعداد محدودی پژوهشگر از این طریق بتوانند منطقه را مورد مطالعه قرار دهند. از این روست که مطالعه مونوگرافی (تک نگاری) در حوزه مطالعات مردم‌شناسی اهمیت بسیار دارد. تحلیل مردم شناسانهٔ جنبه‌های مختلف گروه‌های انسانی مبتنی بر مطالعه مردم نگاری حوزه مورد بررسی است که به ویژگی‌های اقلیمی، اقتصادی، معیشتی، اجتماعی، خانوادگی، مذهبی، سیاسی، حکومتی، آیین‌ها و مراسم، اعتقادات و باورها، هنر، ادبیات شفاهی و سایر شئون و جزئیات و جنبه‌های زندگی می‌پردازد.

## تعریف
مردم نگاری عبارت است از مطالعه دقیق و همه جانبهٔ تظاهرات مادی و غیر مادی فعالیت‌های انسانی در جامعه‌ای محدود. این تعریف و خصوصاً اصطلاحات «دقیق» و «همه‌جانبه»، باعث شده است که مردم نگاری و مردم‌شناسی اشتباه شود. اما عبارت «تظاهرات مادی و غیر مادی فعالیت‌های انسانی»، قلمرو مردم نگاری را محدود می‌کند. به تعبیری دیگر، مردم نگاری را می‌توان مطالعهٔ توصیفی مردم نامید. منتهی این توصیف دارای آن چنان نظم و ضوابط حساب شده‌ای است که می‌تواند جوابگوی مطالعات و تجزیه و تحلیل‌های بعدی قرار گیرد. مردم نگاری، معمولاً به طرح فرضیه و نظریه نمی‌پردازد؛ زیرا مردم‌نگاری‌ها به منزلهٔ گزارش‌هایی توصیفی برای به دست آوردن اطلاعات است و در نتیجه مقایسه، فرضیه و اظهار نظر یا نظریه در مراحل بعدی قرار دارد.

## هدف
هدف مردم‌نگاری، تهیهٔ مونوگرافی و گزارش‌های نسبتاً کاملی از همه مسائل مربوط به یک واحد اجتماعی و قابل تفکیک است و نیز سبب می‌شود، مردم‌شناسی با روش «مقایسه‌ای» و ترکیب آن‌ها به نتیجه‌گیری کلی برسد.

## ارتباط با مردم‌شناسی
مردم‌شناسی و مردم‌نگاری دو رشته فرعی از انسان‌شناسی فرهنگی هستند. مردم نگاری صرفاً جنبه توصیفی داشته و فقط اطلاعاتی از فرهنگ‌ها را بدون هر نوع تفسیری ارائه می‌کند. مردم‌شناسی اطلاعات به دست آمده را طبقه‌بندی می‌کند و از دیدگاه انسان‌شناختی که مبتنی بر جریان تکامل انسان و رفتار انسانی است، ارائه می‌دهد و به تحلیل داده‌ها می‌پردازد تا صحت و سقم آن‌ها را که بیانگر روابط و کارکرد عوامل مختلف آن فرهنگ ویژه است، به دست دهد.

## شاخه‌های قوم‌نگاری
قوم‌نگاری تصویری
قوم‌نگاری تصویری به هنر ثبت و ضبط نشانه‌ها و ظواهر مادی و غیرمادی زندگی انسان‌ها در جغرافیای زیستی آن‌ها گفته می‌شود. معمولاً در این نوع عکاسی رویکردهای هنری دخالت کمتری دارند و عکاسی به عنوان یک رسانهٔ وفادار و صادق، آنچه که وجود دارد را بازتاب می‌دهد. این فرم عکاسی نباید از سر اتفاق و کار لحظه‌ای انجام شود؛ بلکه داشتن یک برنامه و هدف درازمدت لازم است.
حضور در اجتماعی که سوژهٔ عکاسی هستند و تأمل در فعالیت‌های روزانه، نوع پوشاک، علاقه‌مندی‌ها، آیین و آداب و رسوم، از اصول موفقیت در عکاسی مردم‌نگاری است و می‌بایست همانند تحقیقات میدانی که براساس عینیت نگاری انجام می‌شود، مورد توجه قرار بگیرد.
از سوی دیگر باید توجه داشت که قوم‌نگاری تصویری براساس حضور معنا پیدا می‌کند. در واقع توجه به جهان‌بینی و ایدئولوژی جمعی که سوژه عکاسی هستند، کمک مؤثری به عکاس می‌کند. گفتمان، بحث و صحبت با جمع هم از نکات مهم است که باعث تبدیل اطلاعات تئوری به اطلاعات تصویری می‌شود.
در ایران قوم‌نگاری تصویری هنوز به عنوان یک حرفه و رشتهٔ رسمی آنطور که باید و شاید شناخته شده نیست و در دانشگاه‌ها و موسسات تحقیقاتی بیشتر به خود مقولهٔ قوم‌نگاری پرداخته می‌شود و عمده فعالیت‌های انجام شده در حوزهٔ قوم‌نگاری تصویری جنبه فردی یا بین رشته‌ای دارد. در واقع نزدیک‌ترین رشته‌های دانشگاهی در ایران به شاخه قوم‌نگاری تصویری همانا رشتهٔ مطالعات قوم‌نگاری و رشته عکاسی می‌باشند.

## تکنیک‌ها و سلسله مراتب
مردم نگاری در نظام تحقیقات خود رعایت تکنیک‌ها و سلسله مراتبی را پیشنهاد می‌کند و توجه به آن‌ها بررسی را آسان و منطقی می‌کند و احیاناً از حشو و زواید و نارسایی‌هایی که ممکن است بر اثر پیچیدگی و کلی بودن مطالب ایجاد شود جلوگیری می‌کند:

### تکنولوژی
انسان برای این که محیط طبیعی پیرامون خود را برای زندگی آماده کند از آب، خاک، سنگ، چوب، گیاهان و حیوانات استفاده می‌کند تا بتواند از آن‌ها ابزار و ادوات تهیه کند، یعنی ابزار و ادواتی که حیات فرهنگی جوامع به آن‌ها وابسته است. اشکال اجتماعی، فعالیت‌های تکنیکی را عرضه می‌کنند و با توجه به وظیفه‌ای که در سلسله مراتب خدمت به انسان به عهده دارند، می‌توان آن‌ها را تقسیم‌بندی کرد.

### اکولوژی
وسایلی که انسان به کمک آن‌ها محیط پیرامون خود را برای زندگی مساعد می‌کند در سرزمین‌های مختلف و بر اساس خصوصیات طبیعی هر منطقه، متفاوت و متغیرند. شناخت روابط انسان و فعالیت‌های تکنیکی جامعه، با مطالعه محیط طبیعی و جغرافیایی وی که اکولوژی نامیده می‌شود، بررسی را معنادار می‌کند.

### زندگی اقتصادی
هر جامعه‌ای در تلاش معاش، از امکانات طبیعی معینی برخوردار است که با مقتضیات اقلیمی و جغرافیایی آن منطقه مناسبت دارد. در مردم نگاری، تقسیم‌بندی، شناخت، نحوه تولید و توزیع و مصرف و خصوصیات هر یک از این مراحل مورد مطالعه قرار می‌گیرد. این مطالعات زمینه‌ای برای تکمیل اسناد و مدارک مردم‌شناسی اقتصاد فراهم می‌کند.

### سازمان‌های اجتماعی
هر جامعه یا گروه اجتماعی دارای قواعد و مقرراتی است که ضامن ادامه حیات آن جامعه یا گروه است. مطالعه این مجموعه، که شامل روابط خویشاوندی، مقررات قضایی، نحوهٔ اداره جامعه و نظایر آن‌هاست و بالطبع با سایر نهادهای اجتماعی در ارتباط است، از موضوعات مردم نگاری به‌شمار می‌آید و بر اساس تقسیم‌بندی‌های علمی مکاتب کشورهای انگلوساکسون «انسان‌شناسی اجتماعی» را تشکیل می‌دهد.

### اعتقادات و هنر و ادبیات
دید جامعه نسبت به زندگی دینی و هنری و بالاخره زبان و ادبیات نیز از جمله مسائلی است که مردم‌نگاری در سلسله مراتب مطالعه و تحقیق به آن‌ها می‌پردازد.

## روش تحقیق
آنچه را که تحت عنوان روش تحقیق مردم نگاری بیان می‌کنیم اشاره‌ای کلی به خطوط اصلی تحقیق است، زیرا روش تحقیق مردم‌شناسی مستلزم مطالعه نظرات و تحقیقات و تجربیات گوناگون مردم نگاران و شناخت مکاتب مختلف است و تنظیم یک فرمول یا دستورالعمل به عنوان روشی که به اصطلاح مختصر و مفید باشد، نمی‌تواند در تحقیقات مردم‌شناسی سرمشق کار قرار بگیرد؛ بنابراین به برخی از مفاهیم و نظرات مردم نگاران در مورد روش تحقیق اشاره می‌نماییم:

### قلمرو جغرافیایی
باتوجه به ژرفا نگر بودن روش مردم نگاری، محدود کردن قلمرو مطالعه ضروری است؛ زیرا فقط در قلمرو محدود امکان ژرفا نگری وجود دارد. برای این که امکان شناسایی کامل وجود داشته باشد، جامعه مورد مطالعه، محدود در نظر گرفته می‌شود. بدین ترتیب محقق می‌تواند مانند عضوی از اعضای گروه، به مشاهده و مصاحبه بپردازد و خانه به خانه، آداب و اعمال و رفتار فرهنگی را ثبت و ضبط نماید.

### قلمرو موضوعی
محدود کردن صوری و کمی، اولین قدم روش تحقیق است. ولی هر قدر هم که جامعه‌ای محدود و کوچک باشد اهمیت کیفی تکنیک‌ها، ضوابط، روابط و بالاخره خصوصیات فرهنگی جامعه محدود نمی‌شود؛ بنابراین برای احتراز از کلی‌نویسی و تحقیقات سطحی، پژوهشگران الزاماً یک نهاد اجتماعی و حتی محدود تر، یک موضوع را انتخاب می‌کنند و بالطبع با انتخاب یک موضوع، فرصت و امکان بررسی آن را در ابعاد مختلف و در ارتباط با نهادهای دیگر فراهم می‌کنند. مونوگرافی، که به معنی تحقیق و نگارش یک واحد است، در واقع «واحد موضوعی» را شامل می‌شود و نه واحد جغرافیایی را. با این محدود کردن واحد، محقق می‌تواند در آن زمینه‌ای که تبحر دارد به تحقیق و مطالعه بپردازد.

### زمان تحقیق
از آنجا که تکیه مردم نگاری بر مشاهده است، حداقل زمانی که محقق بتواند شاهد فعالیت‌های به هم پیوسته زندگی اجتماعی در همه فصول و تمامی روزها باشد «یک سال» است و معمولاً همین مدت را برای انجام تحقیق توصیه می‌کنند. بدیهی است که با مشکلات اقتصادی، اجتماعی، اداری و خانوادگی، توقف یک سالهٔ محقق در جامعهٔ مورد تحقیق آسان نیست و معمولاً تحقیقات متناوباً و در فصول مختلف صورت می‌گیرد.

### تعداد محقق
در تحقیقات مردم‌نگاری، کثرت افراد نه تنها مشکلی را حل نمی‌کند بلکه خود ممکن است مانعی برای تحقیق باشد. بدین منظور توصیه می‌شود که حتی المقدور تعداد محقق کم و حداکثر از سه نفر تجاوز نکند و آن هم در صورتی که هر یک از سه نفر از نظر تخصص و ویژگی‌های فردی مکمل یکدیگر باشند. با این وجود، تجربه نشان داده است که در هر حال تحقیقات انفرادی ثمره و نتیجه‌ای بهتر و بیشتر داشته است. اخیراً تحقیقات دسته جمعی با برنامه‌های چند ساله بر اساس روش ژرفانگر و برای مطالعه یک منطقه متداول شده است که علاوه بر شناخت، آبادانی منطقه را نیز مورد نظر دارد. بدین ترتیب که یک مؤسسه یا سازمان با همکاری جغرافی‌دان، زمین‌شناس، باستان‌شناس، پزشک، اقتصاد دان، جامعه‌شناس و مردم نگار به تحقیق می‌پردازد تا سرانجام بتواند با هماهنگی جنبه‌های مختلف تحقیق، برای منطقه برنامه‌ریزی کند. حال آن که در چنین مواردی نیز موضوعات تحقیق عملاً از یکدیگر مجزا هستند و ماحصل کار، مجموعه‌ای است از تحقیقات و نه یک تحقیق دسته جمعی.

### روش جمع‌آوری اطلاعات
برای این که اطلاعات مربوط به زندگی اجتماعی، اقتصادی و فرهنگی یک جامعه به دست آید از روش‌های پرسشنامه، مصاحبه و مشاهده، و مطالعه اسناد و مدارک استفاده می‌شود.

#### پرسشنامه
پرسشنامه یکی از وسایل مطالعه کمی و آماری جامعه‌شناسی است که به جواب‌های رسمی و استخراج مقدار درصد منتهی می‌شود. روش پرسشنامه‌ای و خصوصاً اطلاعات نسبی و رسمی و مقدار درصد به ندرت در تحقیقات مردم نگاری مورد استفاده قرار می‌گیرد.

#### مصاحبه و مشاهده
اطلاعات مورد نظر مردم‌نگاری با گفتگو، «گپ زدن»، درد دل و مشاهده به دست می‌آید و مستلزم حوصله و تبحر پرسشگر و جلب اعتماد پاسخگو است. این روش می‌تواند محقق را به ارزش‌ها و عوامل ناآشکاری، که هیچگاه با پرسشنامه میسر نیست، آشنا کند.

#### مطالعه اسناد و مدارک
مهم‌ترین اسناد و مدارکی که معمولاً در مطالعه و تحقیق مردم‌شناسی مورد استفاده قرار می‌گیرند عبارتند از:
- اسناد مکتوب: یکی از راه‌های جمع‌آوری اطلاعات در یک جامعه، استفاده از قباله‌ها، عقدنامه‌ها، قراردادها و به‌طور کلی همه اسناد مکتوب است. این اسناد و مدارک نه تنها می‌تواند راهنمای مطالعه در زمینه‌های اقتصادی، اجتماعی، خویشاوندی و اعتقادی باشد، بلکه در تحقیقات مردم‌نگاری نیز نقش بنیانی دارد.
- مدارک شفاهی: یادداشت کردن اطلاعات شفاهی، افسانه‌ها، قصه‌ها، حوادث تاریخی و سایر جنبه‌های دانش عامه از جمله روش‌های جمع‌آوری اطلاعات است که گاه حائز کمال اهمیت است.
- عکس و صدابرداری: فنآوری جدید دو امکان دیگر به ثبت و ضبط وقایع و امور تحقیقاتی افزوده است. فیلمبرداری از حرکات و حالات، امکان دیگری در بیان و تفسیر موضوعات مردم‌نگاری است و تهیه فیلم‌های مردم‌نگاری، کوششی مؤثر در شناختن و شناساندن جنبه‌های تکنیکی و تظاهرات فرهنگی جامعه است.
- جمع‌آوری ابزار و تشکیل موزه‌های مردم نگاری: با توجه به اینکه شناخت ابزار و ادوات پایه مطالعات فرهنگی جامعه است، ایجاد، تکامل و انطباق ابزار، ادوات و نحوه کاربرد آن‌ها اولین و مهم‌ترین قدم در مردم‌نگاری است. مردم‌نگار در کنار مطالعات دیگر، می‌کوشد که ابزار و ادواتی را که گویای تکنیک ویژه سنتی است جمع‌آوری کند و بدین ترتیب موزه‌های مردم‌نگاری حاصل ره‌آوردهای سفرهای تحقیقی است. وجود ابزار و ادوات در موزه‌ها، شناخت و مقایسه وسایل را آسان می‌کند و در صورت کامل بودن مجموعه وسایل، اجازه می‌دهد که میدان عمل ابزار، در غرفه‌های موزه بازسازی شود.[۱۳]